# HMS Tarpon (N17)
| «Тарпон»                                                              | «Тарпон»                                                                                                  | «Тарпон»                                                                                                  |
| --------------------------------------------------------------------- | --- | --- |
| HMS Tarpon (N17)                                                      | | |
|                                                                       | | |
| Однотипний з «Тарпон» британський ПЧ «Тюдор». 22 січня 1943           | | |
| Верф                                                                  | Scotts Shipbuilding and Engineering Company, Грінок                                                       | Scotts Shipbuilding and Engineering Company, Грінок                                                       |
| Під прапором                                                          | Велика Британія                                                                                           | Велика Британія                                                                                           |
| Належність                                                            | Королівський ВМФ Великої Британії                                                                         | Королівський ВМФ Великої Британії                                                                         |
| Порт приписки                                                         | Клайд, Портсмут, Росайт                                                                                   | Клайд, Портсмут, Росайт                                                                                   |
| На честь                                                              | риби сімейства тарпонових                                                                                 | риби сімейства тарпонових                                                                                 |
| Замовлення                                                            | 20 липня 1937                                                                                             | 20 липня 1937                                                                                             |
| Закладений                                                            | 5 жовтня 1937                                                                                             | 5 жовтня 1937                                                                                             |
| Спуск на воду                                                         | 17 жовтня 1939                                                                                            | 17 жовтня 1939                                                                                            |
| Введений до складу флоту                                              | 8 березня 1940                                                                                            | 8 березня 1940                                                                                            |
| На службі                                                             | 1940 | 1940 |
| Загибель                                                              | 14 квітня 1940 року ймовірно потоплений німецьким тральщиком M-6 поблизу данського Тюборна                | 14 квітня 1940 року ймовірно потоплений німецьким тральщиком M-6 поблизу данського Тюборна                |
| Сучасний статус                                                       | зниклий безвісти                                                                                          | зниклий безвісти                                                                                          |
| Бойовий досвід                                                        | Друга світова війна Битва за Атлантику                                                                    | Друга світова війна Битва за Атлантику                                                                    |
| Проєкт                                                                | | |
| Тип ПЧ                                                                | великий океанський дизель-електричний торпедний ПЧ                                                        | великий океанський дизель-електричний торпедний ПЧ                                                        |
| Основні характеристики                                                | | |
| Швидкість (надводна)                                                  | 15,25 вузлів (28,7 км/год)                                                                                | 15,25 вузлів (28,7 км/год)                                                                                |
| Швидкість (підводна)                                                  | 9 вузлів (20 км/год)                                                                                      | 9 вузлів (20 км/год)                                                                                      |
| Робоча глибина занурення                                              | 70 м | 70 м |
| Гранична глибина занурення                                            | 91 м | 91 м |
| Дальність плавання                                                    | 9 200 миль (15 000 км) на швидкості 11 вузлів (надводна) 70 миль (130 км) на швидкості 4 вузли (підводна) | 9 200 миль (15 000 км) на швидкості 11 вузлів (надводна) 70 миль (130 км) на швидкості 4 вузли (підводна) |
| Екіпаж                                                                | 59 офіцерів та матросів                                                                                   | 59 офіцерів та матросів                                                                                   |
| Розміри                                                               | | |
| Довжина найбільша (по КВЛ)                                            | 84 м | 84 м |
| Ширина корпусу найб.                                                  | 8,08 м | 8,08 м |
| Середня осадка (по КВЛ)                                               | 5,0 м | 5,0 м |
| Водотоннажність надводна                                              | 1 090 т                                                                                                   | 1 090 т                                                                                                   |
| Силова установка                                                      | | |
| дизель-електрична: 2 × дизельних двигуни Admiralty 2 × електродвигуни | | |
| Гвинти                                                                | 2 | 2 |
| Потужність                                                            | 2 500 к.с. (дизель) 1 450 к.с. (електродвигун)                                                            | 2 500 к.с. (дизель) 1 450 к.с. (електродвигун)                                                            |
| Озброєння                                                             | | |
| Артилерія                                                             | 1 × 102-мм корабельна гармата Mk IV, XII, XXII                                                            | 1 × 102-мм корабельна гармата Mk IV, XII, XXII                                                            |
| Торпедно- мінне озброєння                                             | 10 × 533-мм торпедних апаратів 16 торпед                                                                  | 10 × 533-мм торпедних апаратів 16 торпед                                                                  |

«Тарпон» (англ. HMS Tarpon (N17) — британський великий океанський дизель-електричний торпедний підводний човен типу «T», перша серія, що перебував у складі Королівського військово-морського флоту Великої Британії у роки Другої світової війни.

## Історія створення
«Тарпон» був закладений 5 жовтня 1937 року на верфі компанії Scotts Shipbuilding and Engineering Company у Гріноку. 17 жовтня 1939 року він був спущений на воду, а 8 березня 1940 року увійшов до складу Королівського ВМФ Великої Британії.

## Історія служби
Підводний човен фактично не встиг взяти участь у бойових діях на морі в Другій світовій війні. 5 квітня 1940 року разом з «Сіверн» він вирушив з Портсмута до Росайта. Наступного дня човни вийшли в перший бойовий похід до берегів Норвегії. 10 квітня «Тарпон» отримав наказ вийти на нову позицію. Більше про «Тарпон» ніяких новин не надходило й 22 квітня підводний човен був офіційно оголошений таким, що зник безвісти.
За результатами вивчення британських і німецьких архівних записів, ймовірніше за все британський човен був потоплений 14 квітня німецьким кораблем-пасткою Schiff 40. Записи доводять, що «Тарпон» атакував Schiff 40/Schürbek, але його перші торпеди промахнулися. Німецький корабель зафіксував «Тарпон» на своєму сонарі, і виявив його перископ. Німці скинули численні глибинні бомби під час тривалої контратаки, яка тривала більшу частину ранку. Нарешті глибинні бомби підняли уламки на поверхню. Корабель-пастка залишався на місці події до 05:00 наступного ранку, коли стало зрозуміло, що підводний човен потоплено.